# 杨孔章
杨孔章（1931年—），男，河北邢台人，中国物理化学家、教育家，曾任山东大学副校长、教授、博士生导师，中国化学会理事。